# Národní knihovna Arménie
Národní knihovna Arménie (arménsky: Հայաստանի ազգային գրադարան) je veřejnou národní knihovnou se sídlem v arménském hlavním městě Jerevanu. Byla založena v roce 1832 jako součást jerevanského státního gymnázia. Dne 4. července 1919 byl během zasedání rady ministrů Arménie přijat zákon o „národním veřejném depozitáři knih“. Od roku 1999 se proto 4. červenec slaví jako Den Národní knihovny Arménie. V letech 1925-1990 knihovna nesla jméno arménského bolševika Aleksandra Mjasnikjana. V jejím fondu je 6,6 milionů knih. Ke vzácným exemplářům patří první arménská tištěná kniha Urbatagirk vytištěná v Benátkách roku 1512, první arménská periodická publikace Azdarar vycházející v letech 1794-1796 a také první arménská tištěná mapa Hamatarac Ašcharacujc (1695). Celkem má knihovna ve sbírkách 11 tisíc map. Knihovna sídlí ve čtyřech budovách, nejstarší z nich – dnes Hlavní budova na Terjanově ulici – byla postavena v roce 1939 podle projektu Alexandra Tamanjana. Dnes je národní kulturní památkou. 25. září 2017 bylo v šesti sálech knihovny otevřeno Muzeum knihtisku.